# Železná studienka

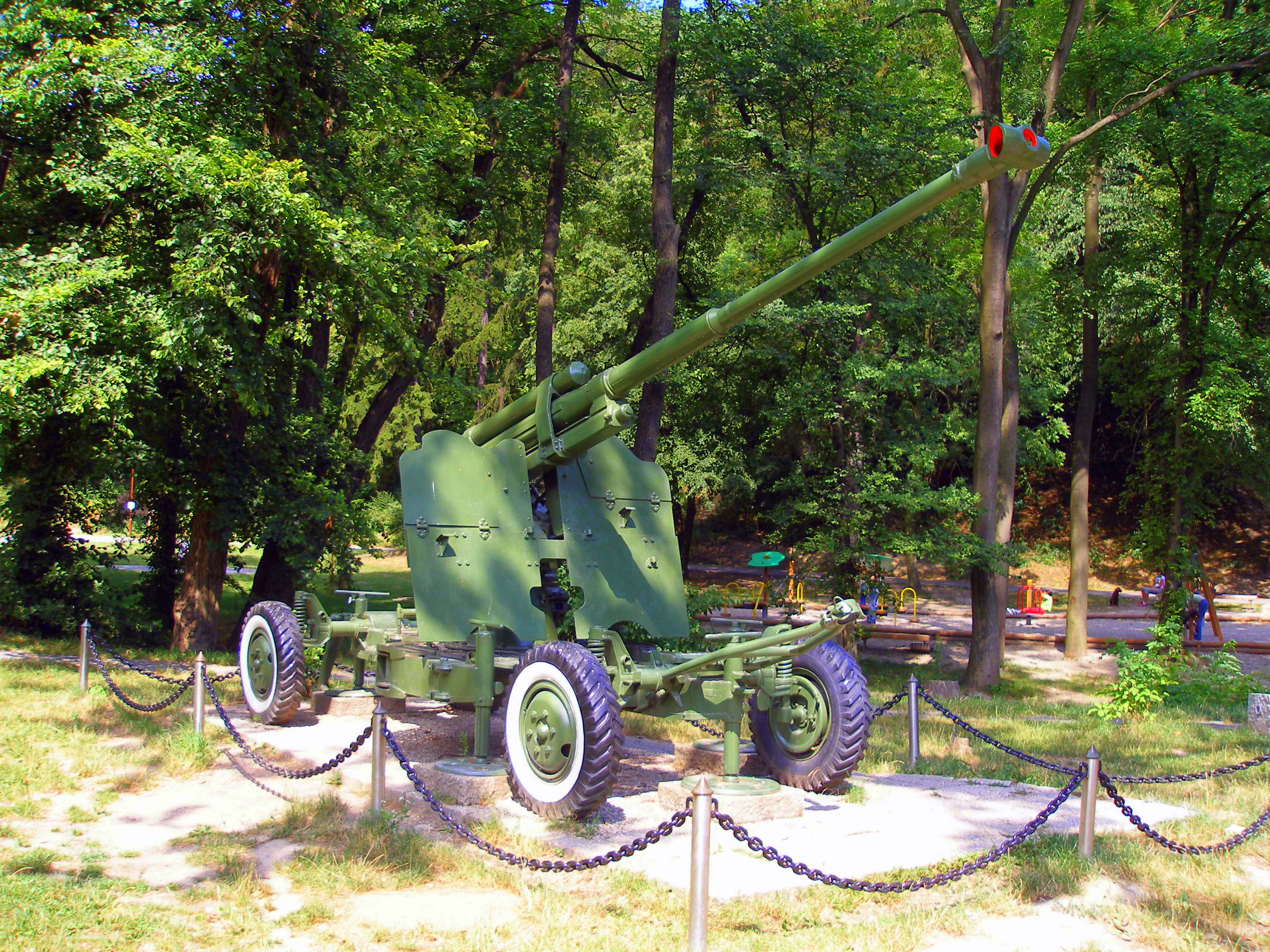
Dělo z 2. světové války, vystavené na Partizánské louce v Železné studience

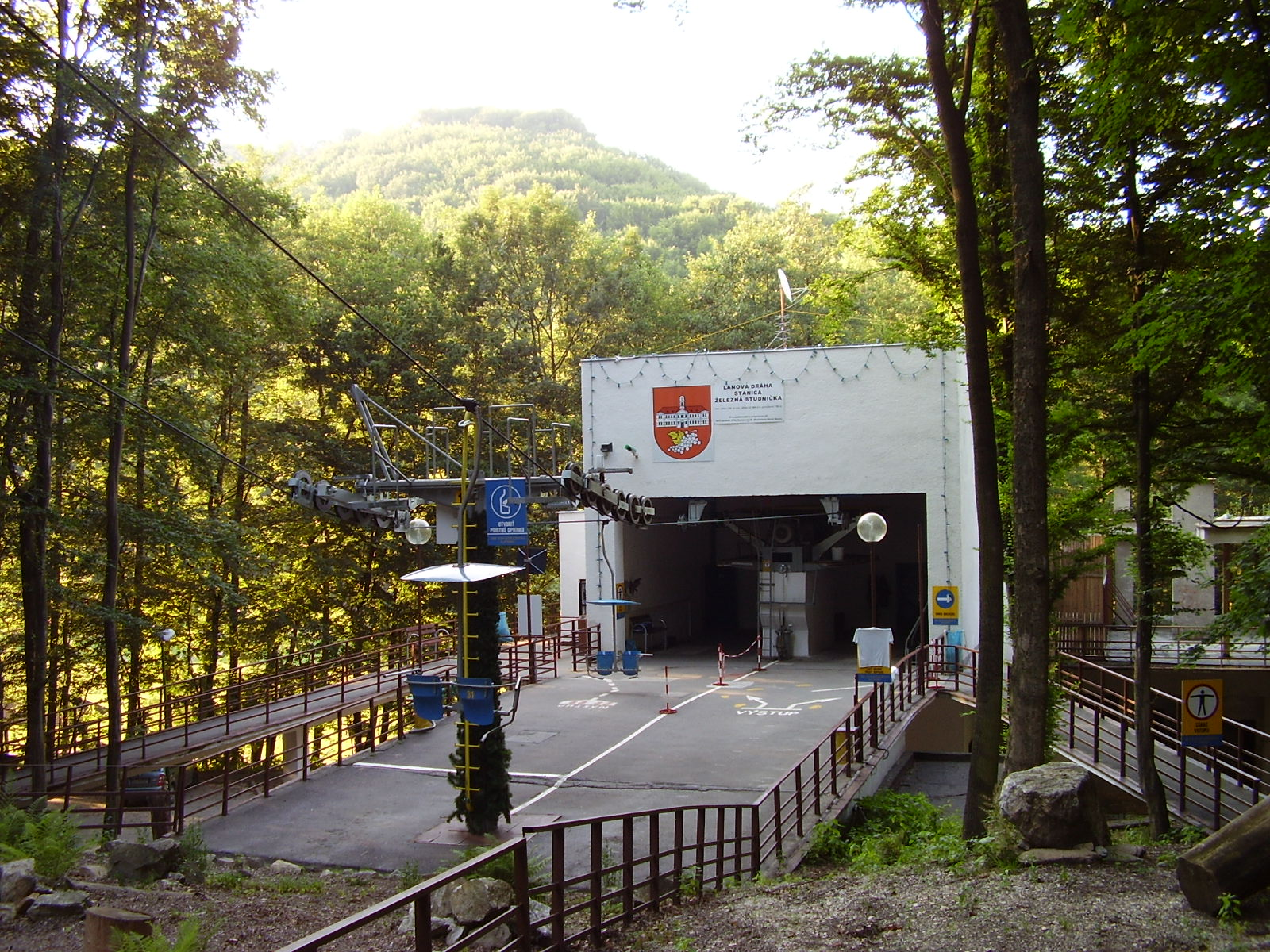
Dolní stanice sedačkové lanovky na Kolibu v Železné studience

Železná studienka nebo Železná studnička je jedna z lokalit bratislavského lesního parku v Malých Karpatech a oblíbené rekreační a sportovní přírodní středisko v Bratislavě. Nachází se v závěru údolí říčky Vydrice. Název byl odvoden od pramene železité vody, který v dolině vyvěrá.
V roce 2005 zde byla opětovně spuštěna do provozu sedačková lanovka na Kolibu, kterou mohou využít jak pěší turisté, tak i cyklisté. Při ní je zde vedena oficiální veřejná cyklistická sjezdová trať Rohatka, první trať tohoto typu na Slovensku. Dne 8. července 2006 byla Železná studienka slavnostně otevřena po rozsáhlé revitalizaci.
U Červeného mostu, v závěru doliny, se nachází železniční zastávka Bratislava-Železná studienka.